# Bisdom Batticaloa

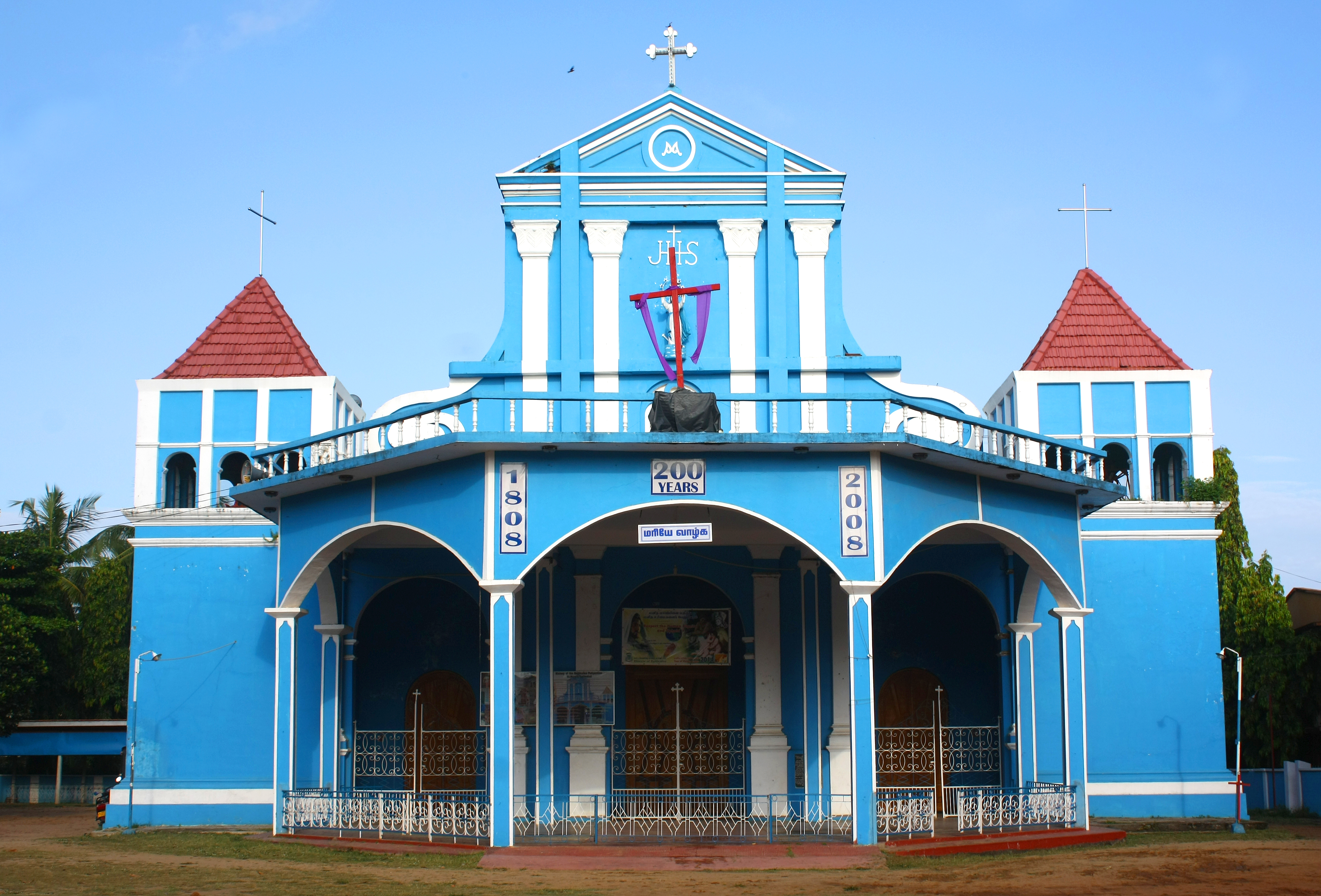
Heilige Mariakathedraal in Batticaloa

Het bisdom Batticaloa (Latijn: Dioecesis Batticaloaensis) is een rooms-katholiek bisdom in Sri Lanka met als zetel Batticaloa. Het is een suffragaan bisdom van het aartsbisdom Colombo en werd opgericht in 2012 na de splitsing van het bisdom Trincomalee-Batticaloa. De eerste bisschop is Joseph Ponniah. Het bisdom volgt de Latijnse ritus.
In 2016 telde het bisdom 25 parochies. Het bisdom heeft een oppervlakte van 7.269 km² en telde in 2015 1.196.000 inwoners waarvan 3,5% rooms-katholiek was. Dit is minder dan het landelijk gemiddelde van 6%.

## Geschiedenis
Batticaloa kende al een kleine katholieke gemeenschap onder de Burghers. In het centrum van de stad waren er halfweg de 19e eeuw twee kleine kerken, gewijd aan Heilige Maria en Sint-Antonius. In 1847 werd de stad en haar omgeving missiegebied van Franse oblaten, die al een missiepost hadden in Jaffna. Zij bouwden en verbouwden kerken en richtten scholen op. In 1893 werd het missiegebied overgedragen aan de jezuïeten en viel Batticaloa onder het nieuw opgerichte bisdom Trincomalee. In 1967 veranderde dat bisdom van naam en werd het bisdom Trincomalee-Batticaloa.

## Bisschoppen
- Joseph Ponniah (2012-)